# Vision Racing
Vision Racingwas een Amerikaans raceteam dat deelnam aan de IndyCar Series. Het werd in 2005 opgericht door Tony George, tevens oprichter van de Indy Racing League, nadat hij het Kelley Racing team overkocht dat ermee ophield en het omvormde naar Vision Racing. Zijn stiefzoon Ed Carpenter werd de eerste rijder die voor het team uitkwam. In 2009 had hij Ryan Hunter-Reay als teamgenoot. Het team zette ook wagens in bij de Indy Lights series en de Grand-Am Sports Car series.
In januari 2010 kwam het nieuws dat het team zijn vaste sponsor verloren was en het team werd opgedoekt.

## Coureurs in de Indy Racing League
- Ed Carpenter (2005 - 2009)
- Tomas Scheckter (2006 - 2007)
- A.J. Foyt IV (2007 - 2008)
- Davey Hamilton (2007,2008) (Alleen op Indianapolis)
- Paul Tracy (2008) (Alleen op Edmonton)
- Ryan Hunter-Reay (2009)